# 이와키 다카쓰구
이와키 다카쓰구(일본어: 岩城隆韶, 1707년 ~ 1745년 9월 24일)는 일본 에도 시대의 다이묘로, 가메다번의 5대 번주이다. 1708년에 태어났다고도 하며, 센다이번주 다테 요시무라의 동생인 다테 무라오키의 아들이다. 어머니는 미사와(三沢) 씨이다. 초명은 기요타카(清隆)이고, 통칭은 히사노스케(久之助), 사쿄(左京)이며, 관위는 종5위하, 다지마노카미, 가와치노카미이다.
교호 3년(1718년) 12월 7일, 선대 번주인 이와키 히데타카의 말기양자로서 가문을 계승하였다. 그에 따라 구보타 번의 사타케 가문과 가메다 번의 이와키 가문의 혈연관계가 없어지게 되었다. 같은 해 12월 15일, 쇼군 도쿠가와 요시무네를 알현하였다. 교호 6년(1721년) 12월 18일, 종5위하 다지마노카미에 서임되었다. 교호 15년(1730년), 슨푸 가반에 임명되었다. 다카쓰구는 문화인으로서 국학과 와카, 서예에 뛰어났고, 가메다 번학의 기초를 쌓았다. 엔쿄 2년(1745년) 8월 29일, 가메다에서 39세로 사망하였다. 양자 다카요시가 그 뒤를 이었다.
| 전임 이와키 히데타카 | 제5대 가메다번 번주 1718년 ~ 1745년 | 후임 이와키 다카요시 |